# Perizoma peterseni
Perizoma peterseni là một loài bướm đêm trong họ Geometridae.